# Рошкі-Водзькі
Рошкі-Водзькі (пол. Roszki-Wodźki) — село в Польщі, у гміні Лапи Білостоцького повіту Підляського воєводства.
Населення — 147 осіб (2011).
У 1975-1998 роках село належало до Білостоцького воєводства.

## Демографія
Демографічна структура станом на 31 березня 2011 року:
|          | Загалом | Допрацездатний вік | Працездатний вік | Постпрацездатний вік |
| -------- | ------- | ------------------ | ---------------- | -------------------- |
| Чоловіки | 68      | 13                 | 45               | 10                   |
| Жінки    | 79      | 18                 | 42               | 19                   |
| Разом    | 147     | 31                 | 87               | 29                   |